# Svava Jakobsdóttir
Svava Jakobsdóttir, (ur. 4 października 1930 w Neskaupstaður, zm. 21 lutego 2004 w Reykjavíku) – islandzka pisarka.
Twórczość traktuje o aktualnej problematyce społecznej i politycznej. Tworzyła powieści, m.in. symboliczne Leigjandinn (Portiernia) (1969), Gunnladar saga (Saga o Gunnlod) (1987), Undir eldfjalli (Pod wulkanem) (1989), sztuka Ostatnia próba (1986), wystawiona w Telewizji Polskiej 1987. Tworzyła przekłady na język angielski, niemiecki, włoski i inne. Była wielokrotną przedstawicielką Islandii w Zgromadzeniu Ogólnym NZ. W roku 1997 wygrała nagrodę Henrika Steffensa dla najlepszego skandynawskiego pisarza roku.